# 毛利元知
毛利 元知（もうり もととも）は、長門国清末藩初代藩主。長府藩初代藩主・毛利秀元の三男。母は本光院（長沼氏）。

## 生涯
寛永8年（1631年）6月22日、長府藩初代藩主・毛利秀元の三男として摂津国大坂で生まれる。
承応2年（1653年）に長府藩2代藩主であった兄・光広が死去して甥の綱元が跡を継ぐと、亡父・秀元の遺言もあって元知は綱元から1万石を分与され、清末藩を立藩した。この清末藩は長州藩の三支藩の一つとして厚遇された。
延宝5年（1677年）7月25日、嫡男の元武が20歳で死去したため、次男の元平が後継となる。
天和3年（1683年）閏5月14日に江戸で死去。享年53。跡を次男・元平（後の長府藩6代藩主・毛利匡広）が継いだ。法号は高林院涼岸常清。墓所は東京都港区高輪の泉岳寺。

## 系譜
- 父：毛利秀元（1579年 - 1650年）
- 母：本光院（長沼氏）
- 正室：蓮華院（1639年 - 1659年） - 増山正利の養女、七沢清宗の娘
  - 長男：毛利元武（1658年 - 1677年）
- 側室：真光院（小笠原氏）
  - 次男：毛利匡広（1675年 - 1729年） - 前名・元平
- 側室：船越氏
  - 三男：稲葉正方（1680年 - 1728年） - 稲葉正員養子
  - 四男：少輔之助（1682年 - 1687年）